# Turenne
Turenne ist eine französische Gemeinde mit 803 Einwohnern (Stand 1. Januar 2022) im Département Corrèze in der Region Nouvelle-Aquitaine am westlichen Rand des Zentralmassivs. Sie gehört zum Arrondissement Brive-la-Gaillarde und zum Kanton Saint-Pantaléon-de-Larche.
Turenne ist als eines der Plus beaux villages de France (Schönste Dörfer Frankreichs) klassifiziert.

## Geografie
Das Dorf liegt 15 Kilometer südlich von Brive-la-Gaillarde an der Départementsstraße D 8, im Tal des Flusses Tourmente. Nordöstlich des heutigen Dorfkerns befindet sich ein Hügel mit der weitgehend erhalten gebliebenen Bauten der mittelalterlichen Festung.
Im Südosten, im Ortsteil Turenne Gare, liegt der Bahnhof der Gemeinde an der Bahnlinie von Brive-la-Gaillarde nach Figeac.
In der Gemeindegemarkung von Turenne entspringt der Tourmente.

## Wappen
Beschreibung: In Gold sechs rote Schrägbalken.

## Sehenswürdigkeiten

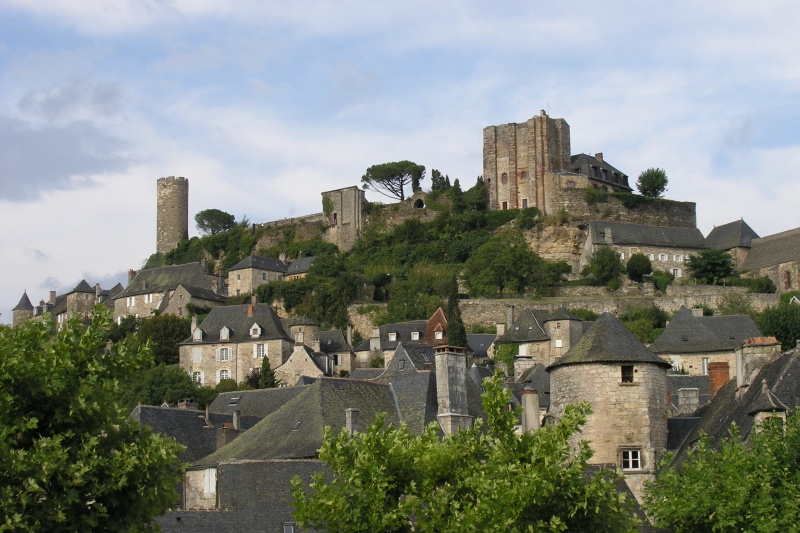
Die Burgruine Turenne

- Mittelalterliche Bauten, darunter der Wachturm La tour César aus dem 7. Jahrhundert und die Burgruine Turenne, sind erhalten geblieben. Die große Uhr stammt aus dem 9. Jahrhundert.
- Die Dorfkirche ist auf das 17. Jahrhundert datiert.
- Ein Altarbild in der Kirche stammt ebenfalls aus dem 17. Jahrhundert.

## Geschichte
Zu Turenne gehörte bis 1924 das Dorf Nazareth. Dieses ging an die neu gebildete Gemeinde Jugeals-Nazareth über.

### Bevölkerungsentwicklung
| Jahr      | 1962 | 1968 | 1975 | 1982 | 1990 | 1999 | 2009 | 2018 |
| --------- | ---- | ---- | ---- | ---- | ---- | ---- | ---- | ---- |
| Einwohner | 743  | 705  | 699  | 718  | 740  | 742  | 796  | 825  |

## Persönlichkeiten
- Marie de La Tour d’Auvergne (1601–1665), Herzogin von Thouars
- Emmanuel Théodose de La Tour d’Auvergne (1643–1715), Kardinal